# بتار (دهکده باستانی)
بتار (عربی: خربة اليهود، ت. «Ruin of the Jews») یک شهر باستانی یهودیان در کوهستان جبال الخلیل بود. آخرین سنگر شورش بارکوخبا بود و توسط ارتش امپراتوری روم به رهبری هادریان در ۱۳۵ پس از میلاد نابود شد.